# 叙任权
叙任权是指基督教教会中任命主教和修道院院长的权限。在中世纪欧洲，随着罗马教廷实力的增长，原先由封建领主兴建的教堂的教职人员的叙任权逐渐从封建领主手中转移至罗马教廷，天主教罗马教廷和世俗君主尤其是神圣罗马帝国皇帝曾围绕叙任权展开了叙任权斗争。